# Канісал
Каніса́л (порт. Caniçal, МФА: [kɐni'saɫ]) — селище та муніципальна громада на сході португальського острова Мадейра, у муніципалітеті Машіку. Населення — 3 893 осіб (2001), площа — 11,46 км². Відстань до міста Фуншала — 20 км, до міжнародного аеропорту «Мадейра» — менше 8 км.
За колишнім адміністративним поділом (до набуття Мадейрою статусу автономії у 1976 році) Канісал входила до складу Фуншальського адміністративного округу.
Селище розташоване на Атлантичному узбережжі острова, максимальна висота близько 800 метрів над рівнем моря, тут же розташований головний комерційний порт острова і індустріальна зона (порт. Zona Franca Industrial da Madeira).
Основним видом діяльності місцевого населення є зайнятість у сільському господарстві, рибальстві. Крім того, виділяють послуги і будівництво. У Канісалі знаходиться єдиний пляж острова, що має світлий пісок.

## Історія
За даними офіційного сайту муніципальної громади Канісал, це поселення було засновано у 1561 році. Початково воно нараховувало близько 15 будинків. До 1956 року Канісал був практично ізольований від сусіднього міста Машіку, коли було побудовано тунель. До того зв'язок був ускладнений горами і здійснювався морським шляхом. Канісал отримав статус селища у 1994 році.
Нещодавно існуючий тунель було покращено і побудовано сучасну автомагістраль, що зв'язує селище з Рібейра-Брава. Крім того, з 1990 року у селищі діє Музей китобійного промислу. Його експонати разом з типовим китобійним кораблем показують важливість полювання на цих ссавців, яке ще не так давно було важливим сектором в економіці острова. Полювання на китів тут тривало майже 50 років і було остаточно припинено у 1981 році.

## Галерея зображень

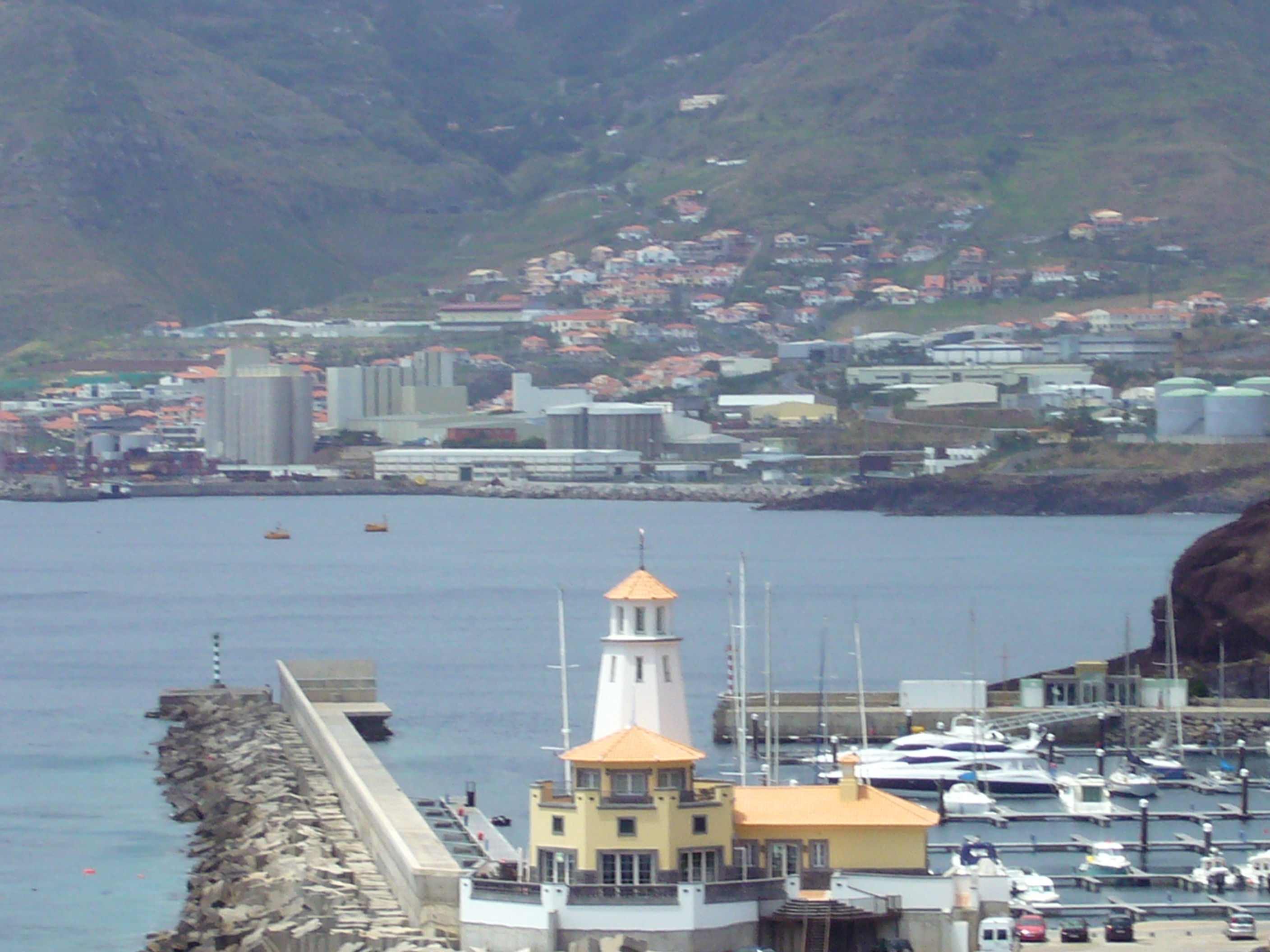
Індустріальна зона
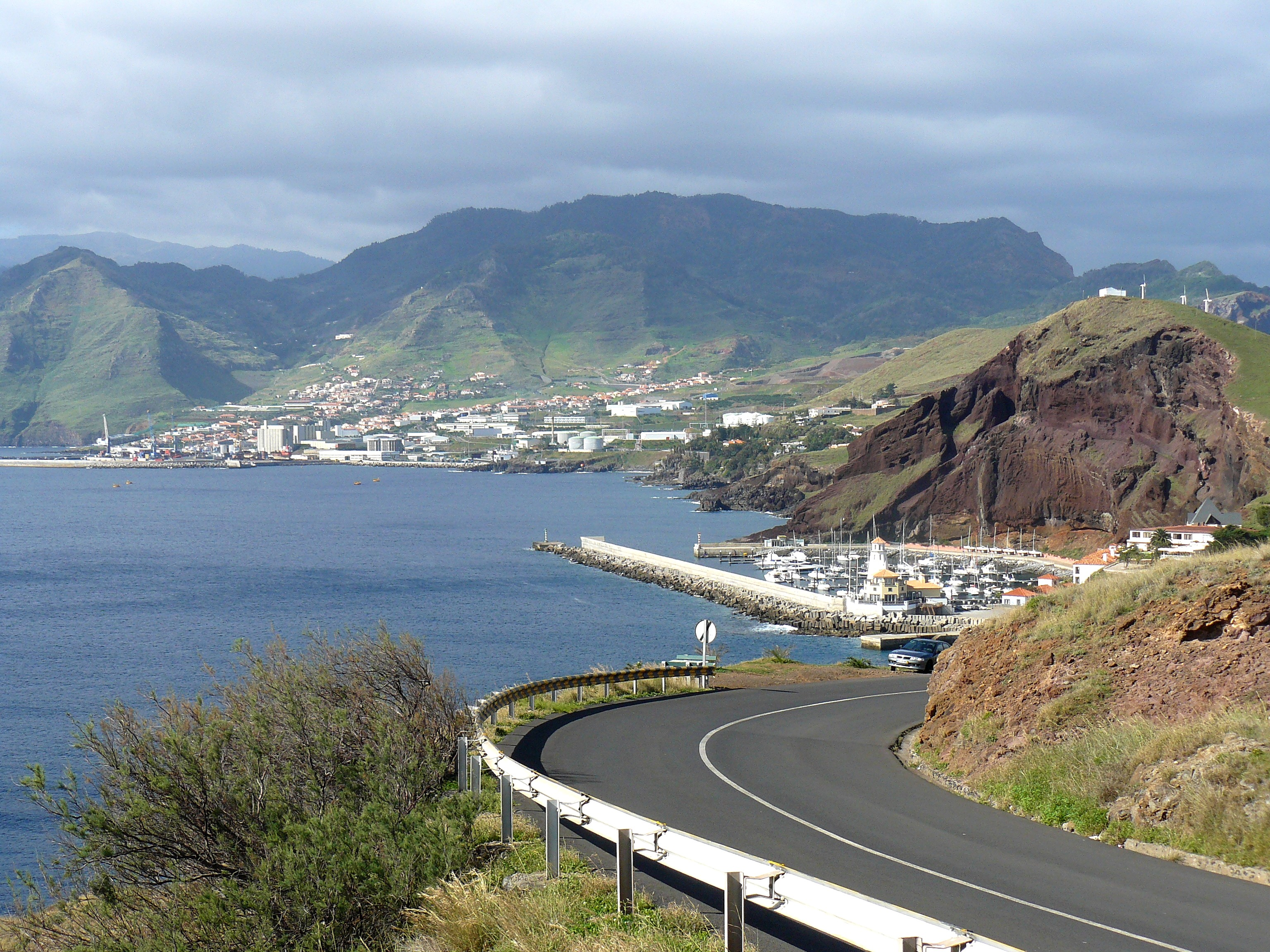
Панорамний вигляд селища і порту